# Tarbert (Harris)
Tarbert (schottisch-gälisch: Tairbeart na Hearadh, „Landenge von Harris“), ist die Hauptgemeinde im Inselteil Harris auf der Insel Lewis and Harris der äußeren Hebriden von Schottland. Zu Beginn der 1980er Jahre zählte der Ort etwa 500 Einwohner. Tarbert ist auf der Landenge zwischen East Loch Tarbert und West Loch Tarbert und damit auf der Grenze zwischen South Harris und North Harris gelegen.

## Geschichte
Historisch war das an der Südspitze Harris’ gelegene Rodel Hauptort der Insel. Tarbert entstand 1779 als Fischersiedlung. Im frühen 19. Jahrhundert bestand die Siedlung aus nur wenigen Cottages. Bei Zensuserhebung 1841 waren es 27. Vor 1836 veräußerte Norman Macleod Tarbert an George Murray, 5. Earl of Dunmore. Der für Fischerei und Handel bedeutende West Loch Pier am West Loch Tarbert datiert auf das späte 18. bis frühe 19. Jahrhundert. Der Schiffsanleger im East Loch Tarbert, der als Fähranleger dient, stammt aus dem 20. Jahrhundert. Nach 1876, vermutlich um 1900 wurden, vermutlich durch eine Geldgeberin, bei der es sich um Lady Emily Scott handeln könnte, die Tarbert Stores etabliert. Sie dienten sowohl als Speicher für die Warenlagerung und den Warenumschlag als auch als Bedarfshandel für die lokale Fischerei.
Norman Macleod ließ in Tarbert eine Missionskirche einrichten. Möglicherweise wurde ihr Körper in die 1862 Tarbert Church integriert. Um die Mitte des 19. Jahrhunderts entstand auch die neogotische Tarbert Free Presbyterian Church.
Am 30. April 1990 flog ein Royal Air Force Avro Shackleton (WR965) von RAF Lossiemouth und Benbecula Airport und stürzte nahe dem Dorf ab, alle Passagiere und alle Mitglieder der Crew starben.
Zwischen 1961 und 1981 stieg die Einwohnerzahl Tarberts von 416 auf 503.

## Wirtschaft und Verkehr
In Tarbert gibt es Einkaufsmöglichkeiten und Dienstleistungsangebote für die Bevölkerung des Ortes und der Umgebung. Die moderne Isle of Harris Distillery produziert Whisky und Gin. In mehreren Geschäften werden Produkte aus Harris Tweed angeboten.
Nach Uig auf der Insel Skye besteht von Tarbert aus eine Fährverbindung. Vom etwa 45 Kilometer entfernten Stornoway auf dem Inselteil Lewis gibt es eine Fährverbindung nach Ullapool auf dem schottischen Festland. Die Fähren werden betrieben durch die Reederei CalMac Ferries.

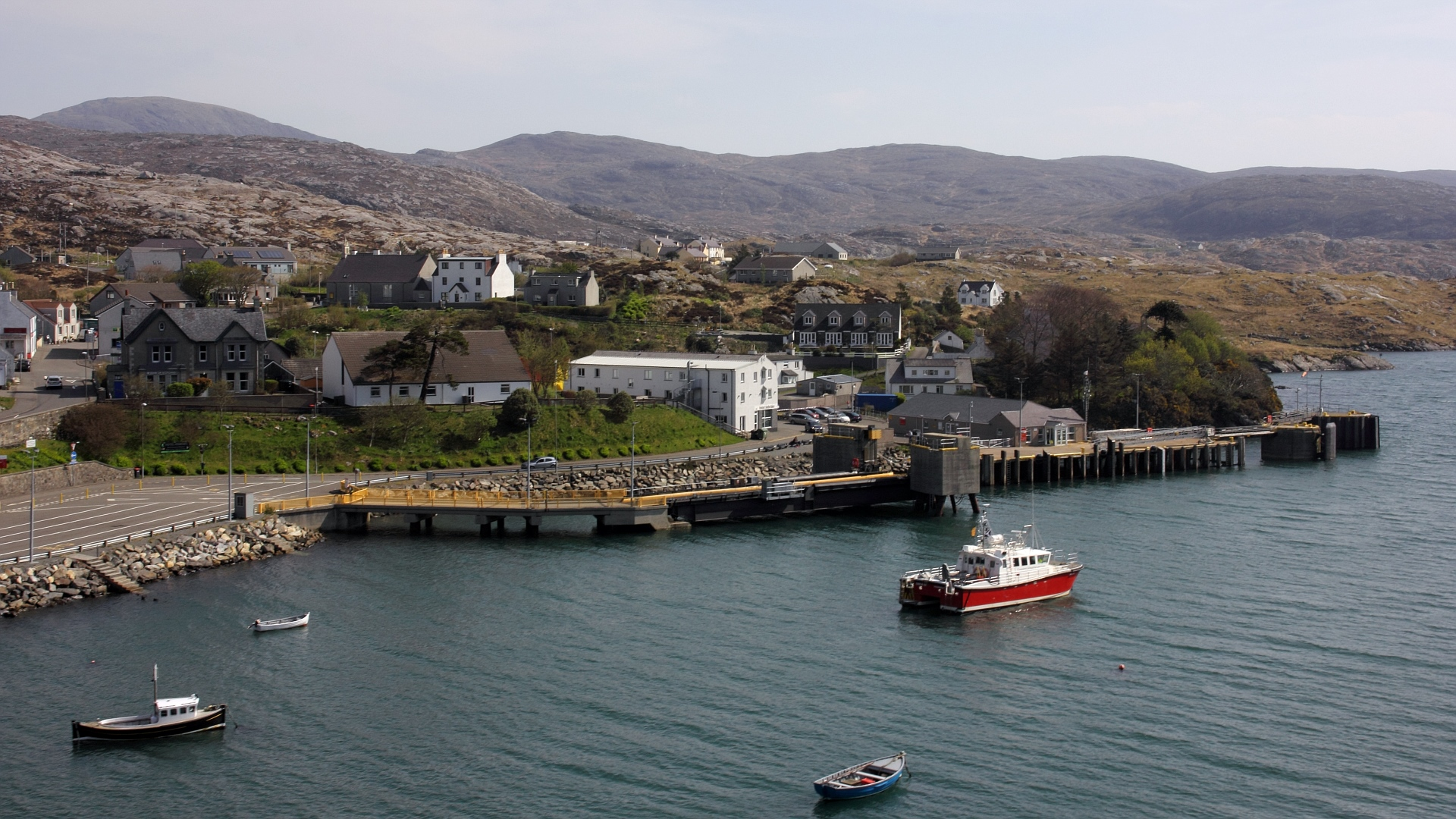
Fährterminal in Tarbert
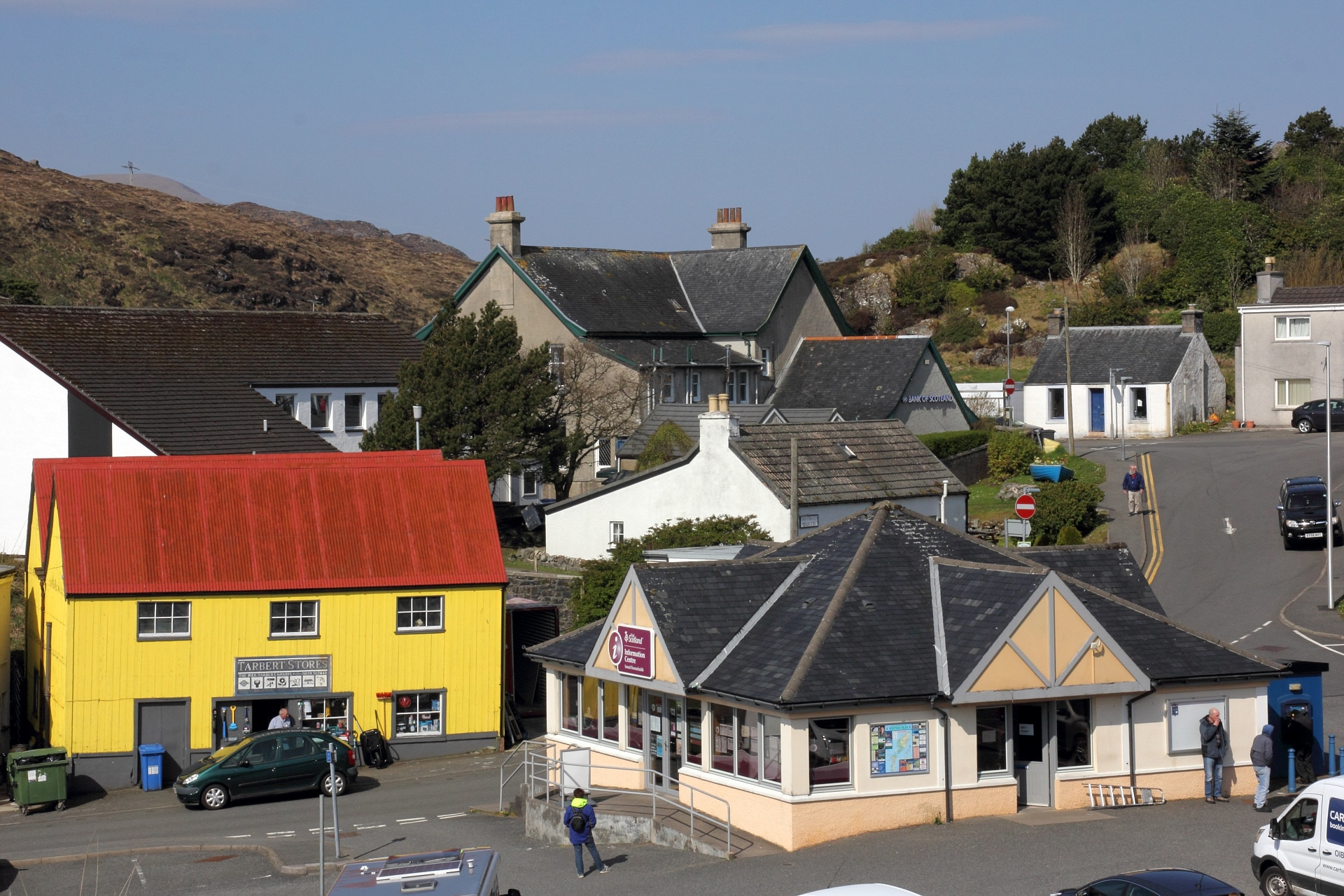
Tarbert
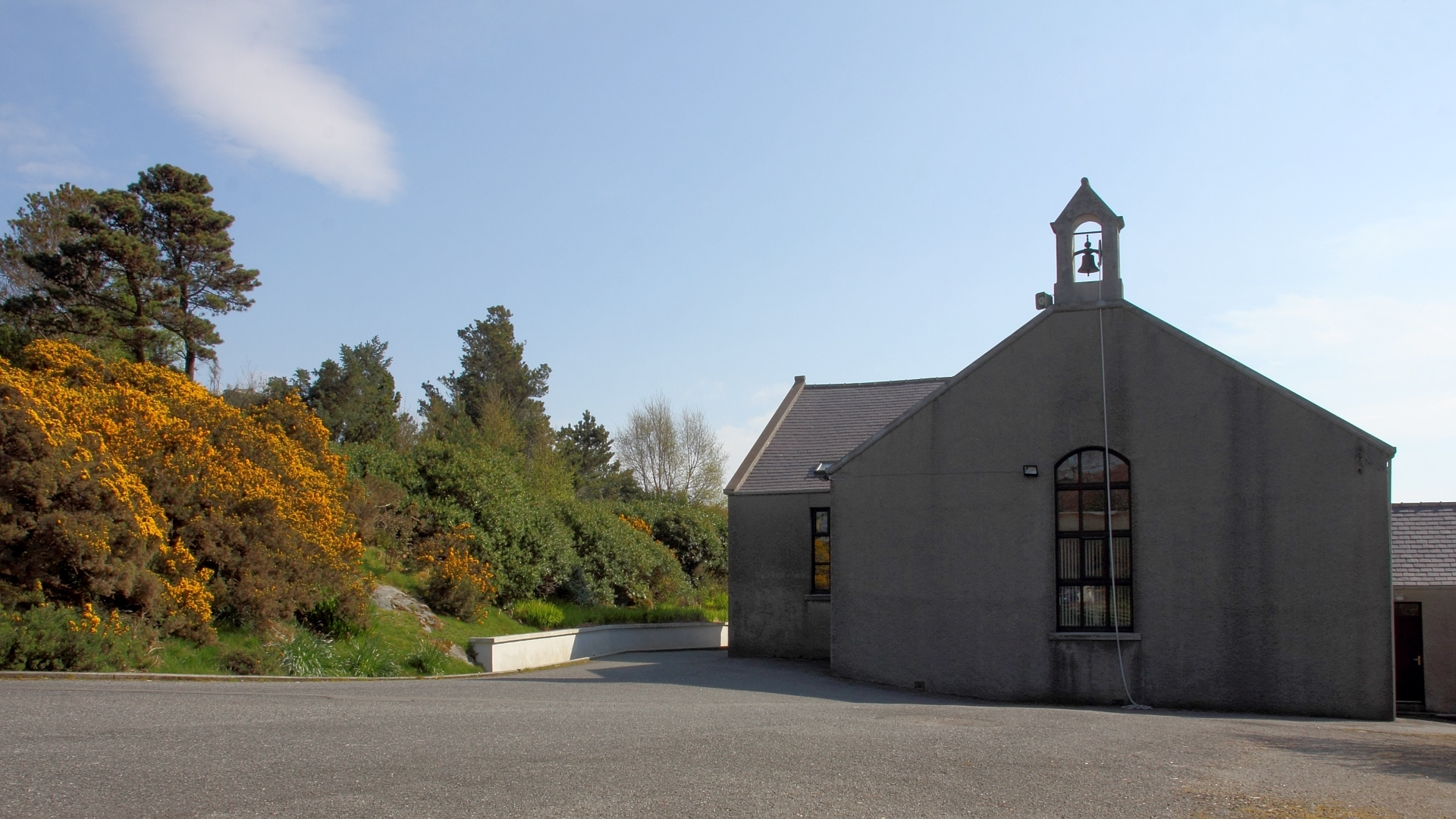
Kirche der Church of Scotland in Tarbert
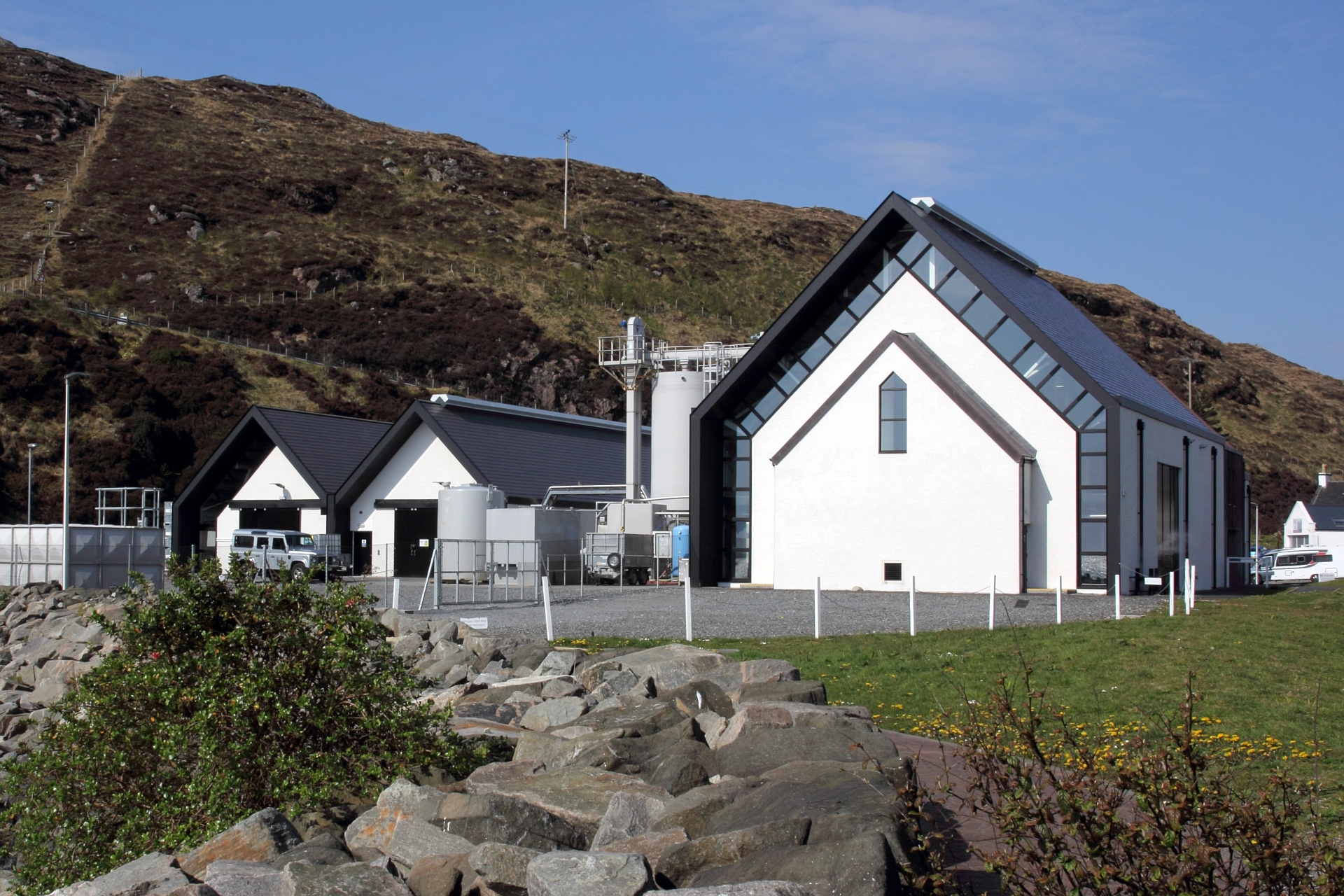
Isle of Harris Distillery in Tarbert
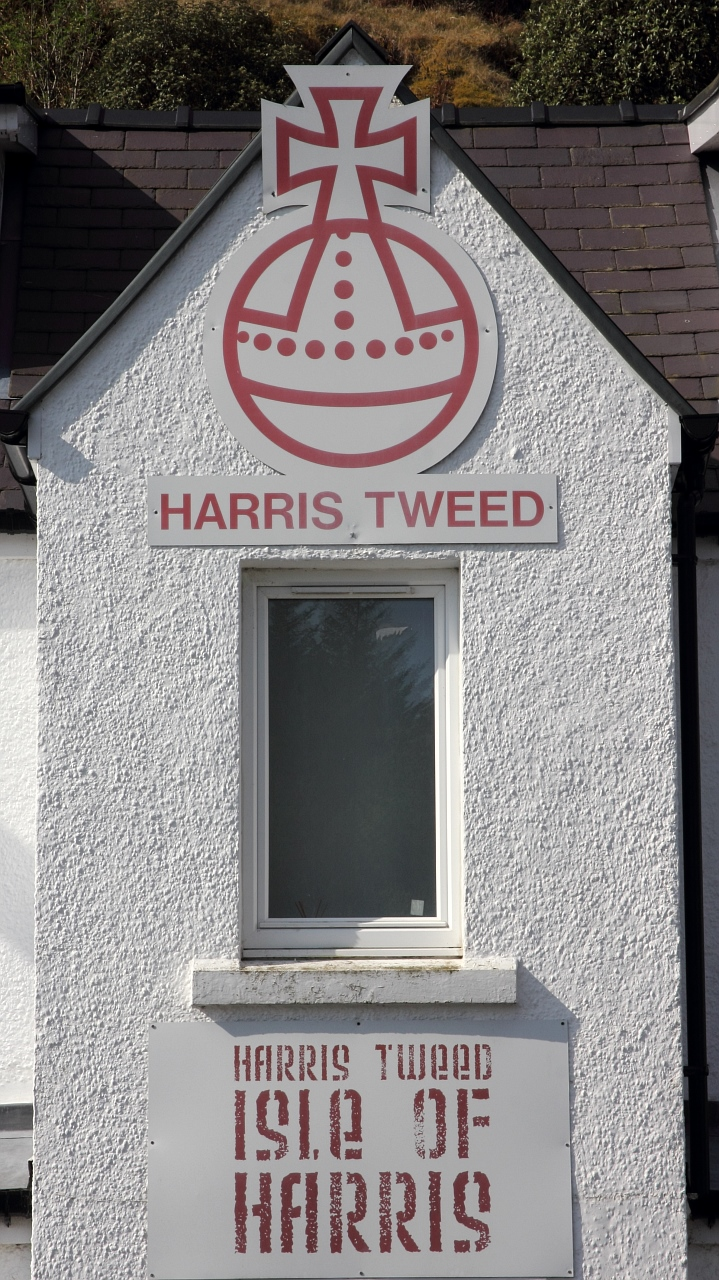
Geschäft für Harris Tweed in Tarbert